# Apoctena tigris
Apoctena tigris är en fjärilsart som först beskrevs av Alfred Philpott 1914.  Apoctena tigris ingår i släktet Apoctena och familjen vecklare. Inga underarter finns listade i Catalogue of Life.